# FIVB Beach Volleyball World Tour 2018
FIVB Beach Volleyball World Tour 2018 var den 30:e upplagan av den professionella tävlingsserien i beachvolley. Tävlingsserien, som arrangeras av FIVB, spelades september 2017 till augusti 2018.

## Spelkalender
Legend
| World Tour Finals               |
| 5-stjärneturnering/Major Series |
| 4-stjärneturnering              |
| 3-stjärneturnering              |
| 2-stjärneturnering              |
| 1-stjärneturnering              |

### Herrar
| Turnering                                                                      | Mästare                                                                 | Tvåa                                               | Trea                                                                     | Fyra                                                 |
| ------------------------------------------------------------------------------ | ----------------------------------------------------------------------- | -------------------------------------------------- | ------------------------------------------------------------------------ | ---------------------------------------------------- |
| Montpellier Open Montpellier, Frankrike US$10 000 7–9 september, 2017          | Nejc Zemljak (SLO) · Jan Pokeršnik (SLO) · 26–24, 21–14                 | Ondřej Perušič (CZE) · David Schweiner (CZE)       | Youssef Krou (FRA) · Quincy Ayé (FRA) · 21–16, 18–21, 15–12              | Lazar Kolarić (SRB) · Đorđe Klašnić (SRB)            |
| Qinzhou Open Qinzhou, Kina US$75 000 11–15 oktober, 2017                       | Maxim Sivolap (RUS) · Igor Velichko (RUS) · 19–21, 21–19, 20–18         | Juan Virgen (MEX) · Lombardo Ontiveros (MEX)       | Nivaldo Díaz (CUB) · Sergio González (CUB) · 16–21, 21–16, 15–11         | Dries Koekelkoren (BEL) · Tom van Walle (BEL)        |
| Aalsmeer Open Aalsmeer, Nederländerna US$10 000 25–29 oktober, 2017            | Marco Caminati (ITA) · Enrico Rossi (ITA) · 21–18, 21–15                | William Kolinske (USA) · Miles Evans (USA)         | Hasan Hüseyin Mermer (TUR) · Murat Giginoğlu (TUR) · 13–21, 21–19, 18–16 | Sergiy Popov (UKR) · Oleksii Denin (UKR)             |
| Sydney Open Sydney, Australien US$50 000 22–25 november, 2017                  | Ben Saxton (CAN) · Grant O'Gorman (CAN) · 21–8, 21–16                   | Youssef Krou (FRA) · Quincy Ayé (FRA)              | William Kolinske (USA) · Miles Evans (USA) · 21–16, 13–21, 15–11         | Christopher McHugh (AUS) · Damien Schumann (AUS)     |
| Dela Beach Open The Hague, Nederländerna US$150 000 3–7 januari, 2018          | Mārtiņš Pļaviņš (LAT) · Edgars Točs (LAT) · 21–14, 21–12                | Piotr Kantor (POL) · Bartosz Łosiak (POL)          | Alexander Brouwer (NED) · Robert Meeuwsen (NED) · 21–18, 21–14           | Christiaan Varenhorst (NED) · Jasper Bouter (NED)    |
| Shepparton Open Shepparton, Australien US$10 000 1–4 februari, 2018            | Chase Frishman (USA) · James Avery Drost (USA) · 21–17, 21–15           | Christopher McHugh (AUS) · Damien Schumann (AUS)   | Cole Durant (AUS) · Zachery Schubert (AUS) · 21–10, 21–13                | Armin Dollinger (GER) · Simon Kulzer (GER)           |
| Kish Island Open Kish Island, Iran US$75 000 20–24 februari, 2018              | Mariusz Prudel (POL) · Jakub Szałankiewicz (POL) · 21–18, 24–22         | Mārtiņš Pļaviņš (LAT) · Edgars Točs (LAT)          | Alexander Walkenhorst (GER) · Sven Winter (GER) · 21–18, 21–11           | Julian Hörl (AUT) · Tobias Winter (AUT)              |
| Fort Lauderdale Major Fort Lauderdale, USA US$300 000 27 februari–4 mars, 2018 | Phil Dalhausser (USA) · Nick Lucena (USA) · 21–12, 21–17                | Paolo Nicolai (ITA) · Daniele Lupo (ITA)           | Aleksandrs Samoilovs (LAT) · Jānis Šmēdiņš (LAT) · 21–17, 21–17          | Pedro Solberg Salgado (BRA) · George Wanderley (BRA) |
| KATARA Beach Volleyball Cup Doha, Qatar US$150 000 6–10 mars, 2018             | Alexander Brouwer (NED) · Robert Meeuwsen (NED) · 20–22, 21–14, 15–11   | Oleg Stoyanovskiy (RUS) · Igor Velichko (RUS)      | Cherif Younousse (QAT) · Ahmed Tijan (QAT) · 21–19, 19–21, 15–13         | Phil Dalhausser (USA) · Nick Lucena (USA)            |
| Oman Open Muscat, Oman US$10 000 14–17 mars, 2018                              | Philipp Bergmann (GER) · Yannick Harms (GER) · 21–18, 21–11             | Rahman Raoufi (IRI) · Bahman Salemi (IRI)          | Tiziano Andreatta (ITA) · Andrea Abbiati (ITA) · 21–19, 21–9             | Nouh Al-Jalbubi (OMA) · Mazin Al-Hashmi (OMA)        |
| Blooming Beach Aalsmeer Aalsmeer, Nederländerna US$10 000 15–18 mars, 2018     | Alexander Brouwer (NED) · Robert Meeuwsen (NED) · 21–15, 21–19          | Christiaan Varenhorst (NED) · Jasper Bouter (NED)  | Dirk Boehlé (NED) · Steven van de Velde (NED) · 21–17, 21–19             | Ben O'Dea (NZL) · Sam O'Dea (NZL)                    |
| SMM Pak Bara Beach Satun Satun, Thailand US$10 000 8–11 april, 2018            | Nuttanon Inkiew (THA) · Sedtawat Padsawud (THA) · 21–19, 21–16          | Ade Rachmawan (INA) · Mohammad Ashfiya (INA)       | Rahman Raoufi (IRI) · Abolhamed Mirzaali (IRI) · 21–17, 21–13            | Zachery Schubert (AUS) · Tim Dickson (AUS)           |
| Xiamen Open Xiamen, Kina US$150 000 18–22 april, 2018                          | Oleg Stoyanovskiy (RUS) · Igor Velichko (RUS) · 21–18, 21–19            | Viacheslav Krasilnikov (RUS) · Nikita Lyamin (RUS) | Alison Cerutti (BRA) · Bruno Oscar Schmidt (BRA) · 21–15, 21–13          | Piotr Kantor (POL) · Bartosz Łosiak (POL)            |
| Langkawi Open Langkawi, Malaysia US$10 000 26–29 april, 2018                   | Simon Frühbauer (AUT) · Jörg Wutzl (AUT) · 21–15, 18–21, 15–13          | Petr Bakhnar (RUS) · Taras Myskiv (RUS)            | Nuttanon Inkiew (THA) · Sedtawat Padsawud (THA) · 21–13, 21–16           | Paul Becker (GER) · Eric Stadie (GER)                |
| Huntington Beach Open Huntington Beach, USA US$150 000 2–6 maj, 2018           | Alexander Brouwer (NED) · Robert Meeuwsen (NED) · 21–16, 21–15          | Evandro Oliveira (BRA) · André Stein (BRA)         | Pablo Herrera (ESP) · Adrián Gavira (ESP) · 22–20, 21–17                 | Aleksandrs Samoilovs (LAT) · Jānis Šmēdiņš (LAT)     |
| Mersin Open Mersin, Turkiet US$75 000 2–6 maj, 2018                            | Ilya Leshukov (RUS) · Konstantin Semenov (RUS) · 14–21, 21–12, 18–16    | Ondřej Perušič (CZE) · David Schweiner (CZE)       | Nivaldo Díaz (CUB) · Sergio González (CUB) · 21–14, 21–15                | Adrian Heidrich (SUI) · Mirco Gerson (SUI)           |
| Manila Open Manila, Filippinerna US$10 000 3–6 maj, 2018                       | Max-Jonas Karpa (GER) · Milan Sievers (GER) · 15–21, 23–21, 15–9        | Petr Bakhnar (RUS) · Taras Myskiv (RUS)            | Gabriel Kissling (SUI) · Michiel Zandbergen (SUI) · 22–20, 19–21, 15–13  | Alejandro Huerta (ESP) · Javier Huerta (ESP)         |
| Lucerne Open Luzern, Schweiz US$75 000 9–13 maj, 2018                          | John Mayer (USA) · Trevor Crabb (USA) · 21–10, 21–16                    | Stefan Basta (SRB) · Lazar Kolarić (SRB)           | Adrian Heidrich (SUI) · Mirco Gerson (SUI) · 21–19, 21–13                | Ade Rachmawan (INA) · Mohammad Ashfiya (INA)         |
| Bangkok Open Bangkok, Thailand US$10 000 10–13 maj, 2018                       | Takumi Takahashi (JPN) · Yusuke Ishijima (JPN) · 21–15, 21–14           | Daniel Müllner (AUT) · Florian Schnetzer (AUT)     | Alejandro Huerta (ESP) · Javier Huerta (ESP) · 21–18, 19–21, 18–16       | Aleksandr Kramarenko (RUS) · Taras Myskiv (RUS)      |
| Itapema Open Itapema, Brasilien US$150 000 16–20 maj, 2018                     | Evandro Oliveira (BRA) · André Stein (BRA) · 21–18, 21–16               | Anders Mol (NOR) · Christian Sørum (NOR)           | Piotr Kantor (POL) · Bartosz Łosiak (POL) · 21–19, 21–17                 | Vitor Felipe (BRA) · Gustavo Carvalhaes (BRA)        |
| Aydin Open Aydın, Turkiet US$10 000 17–20 maj, 2018                            | Stefan Basta (SRB) · Lazar Kolarić (SRB) · 16–21, 25–23, 16–14          | Rahman Raoufi (IRI) · Abolhamed Mirzaali (IRI)     | Ruslan Bykanov (RUS) · Maksim Hudyakov (RUS) · 23–21, 21–14              | Sefa Urlu (TUR) · Hasan Hüseyin Mermer (TUR)         |
| Miguel Pereira Open Miguel Pereira, Brasilien US$10 000 24–27 maj, 2018        | Vinícius Freitas (BRA) · Luciano de Paula (BRA) · 22–24, 21–18, 15–6    | Rodrigo Bernat (BRA) · Harley Marques Silva (BRA)  | Ramon Gomes (BRA) · Álvaro Andrade (BRA) · 21–14, 21–14                  | Felipe Numasawa (BRA) · Vinícius Araújo (BRA)        |
| Jinjiang Open Jinjiang, Kina US$50 000 31 maj–3 juni, 2018                     | Trevor Crabb (USA) · John Mayer (USA) · 21–13, 18–21, 17–15             | Nils Ehlers (GER) · Lorenz Schümann (GER)          | Gao Peng (CHN) · Li Yang (CHN) · 21–16, 21–11                            | Max Betzien (GER) · Jonathan Erdmann (GER)           |
| Alanya Open Alanya, Turkiet US$10 000 31 maj–3 juni, 2018                      | Maksim Hudyakov (RUS) · Ruslan Bykanov (RUS) · 21–13, 16–21, 15–11      | Volkan Gögtepe (TUR) · Murat Giginoğlu (TUR)       | Oleksii Denin (UKR) · Denys Denysenko (UKR) · 18–21, 21–14, 17–15        | Florian Breer (SUI) · Yves Haussener (SUI)           |
| Baden Open Baden, Österrike US$10 000 13–17 juni, 2018                         | Clemens Doppler (AUT) · Alexander Horst (AUT) · 21–18, 21–16, 15–13     | Tobias Winter (AUT) · Julian Hörl (AUT)            | Anders Mol (NOR) · Bjarne Huus (NOR) · 21–14, 21–19                      | Martin Ermacora (AUT) · Moritz Pristauz (AUT)        |
| Manavgat Open Manavgat, Turkiet US$10 000 20–23 juni, 2018                     | Oscar Guimarães (BRA) · Luciano de Paula (BRA) · 21–14, 23–21           | Kristoffer Abell (DEN) · Daniel Thomsen (DEN)      | Jannes van der Ham (NED) · Sven Vismans (NED) · 14–21, 21–16, 15–11      | Alejandro Huerta (ESP) · Javier Huerta (ESP)         |
| Ostrava Open Ostrava, Tjeckien US$150 000 20–24 juni, 2018                     | Pablo Herrera (ESP) · Adrián Gavira (ESP) · 27–25, 15–21, 15–11         | Piotr Kantor (POL) · Bartosz Łosiak (POL)          | Konstantin Semenov (RUS) · Ilya Leshukov (RUS) · 14–21, 21–16, 15–11     | Ondřej Perušič (CZE) · David Schweiner (CZE)         |
| Singapore Open presented by Neo Grupp Singapore US$50 000 21–24 juni, 2018     | Gao Peng (CHN) · Li Yang (CHN) · 21–14, 21–18                           | Kusti Nõlvak (EST) · Mart Tiisaar (EST)            | Ade Rachmawan (INA) · Mohammad Ashfiya (INA) · 28–26, 22–20              | Nejc Zemljak (SLO) · Jan Pokeršnik (SLO)             |
| Polen Open Warszawa, Polen US$150 000 27 juni–1 juli, 2018                     | Piotr Kantor (POL) · Bartosz Łosiak (POL) · 27–29, 21–13, 15–12         | Vitor Felipe (BRA) · Evandro Oliveira (BRA)        | Jānis Šmēdiņš (LAT) · Aleksandrs Samoilovs (LAT) · 21–18, 18–21, 17–15   | Alexander Brouwer (NED) · Robert Meeuwsen (NED)      |
| Espinho Open Espinho, Portugal US$150 000 4–8 juli, 2018                       | Jānis Šmēdiņš (LAT) · Aleksandrs Samoilovs (LAT) · 21–13, 19–21, 22–20  | Ricardo Santos (BRA) · Gustavo Carvalhaes (BRA)    | Julius Thole (GER) · Clemens Wickler (GER) · 17–21, 21–12, 15–11         | Vitor Felipe (BRA) · Evandro Oliveira (BRA)          |
| Anapa Open Anapa, Ryssland US$10 000 5–8 juli, 2018                            | Ha Likejiang (CHN) · Wu Jiaxin (CHN) · 21–9, 19–21, 15–9                | Li Zhuoxin (CHN) · Zhou Chaowei (CHN)              | Gao Peng (CHN) · Li Yang (CHN) · 21–16, 17–21, 15–12                     | Ivan Golovin (RUS) · Taras Myskiv (RUS)              |
| Porec Open Poreč, Croatia US$10 000 5–8 juli, 2018                             | Sergiy Popov (UKR) · Vladyslav Iemelianchyk (UKR) · 21–19, 17–21, 21–19 | Jörg Wutzl (AUT) · Simon Frühbauer (AUT)           | Toms Šmēdiņš (LAT) · Haralds Regža (LAT) · 21–14, 25–23                  | Kristaps Šmits (LAT) · Mihails Samoilovs (LAT)       |
| Gstaad Major Gstaad, Schweiz US$300 000 9–14 juli, 2018                        | Anders Mol (NOR) · Christian Sørum (NOR) · 21–18, 21–12                 | Pablo Herrera (ESP) · Adrián Gavira (ESP)          | Paolo Nicolai (ITA) · Daniele Lupo (ITA) · 17–21, 21–16, 20–18           | Taylor Crabb (USA) · Jake Gibb (USA)                 |
| Haiyang Open Haiyang, Kina US$75 000 18–22 juli, 2018                          | Robin Seidl (AUT) · Philipp Waller (AUT) · 10–21, 25–23, 15–8           | George Wanderley (BRA) · Thiago Barbosa (BRA)      | Ha Likejiang (CHN) · Wu Jiaxin (CHN) · 21–13, 21–13                      | Álvaro Morais Filho (BRA) · Luciano de Paula (BRA)   |
| 3Star in Tokyo Tokyo, Japan US$75 000 25–29 juli, 2018                         | Esteban Grimalt (CHI) · Marco Grimalt (CHI) · 21–12, 21–17              | Lazar Kolarić (SRB) · Stefan Basta (SRB)           | Casey Patterson (USA) · Stafford Slick (USA) · 18–21, 21–13, 15–10       | Philipp Bergmann (GER) · Yannick Harms (GER)         |
| Agadir Open Agadir, Marocko US$50 000 26–29 juli, 2018                         | Maksim Hudyakov (RUS) · Ruslan Bykanov (RUS) · 21–15, 16–21, 17–15      | Alexander Huber (AUT) · Christoph Dressler (AUT)   | Nicolás Capogrosso (ARG) · Julián Azaad (ARG) · 21–17, 21–19             | Arnas Rumševičius (LTU) · Lukas Každailis (LTU)      |
| Samsun Open Samsun, Turkiet US$10 000 26–29 juli, 2018                         | Jindřich Weiss (CZE) · Donovan Džavoronok (CZE) · 21–11, 21–18          | Marcel Mysliveček (CZE) · Martin Pihera (CZE)      | Stefan Boermans (NED) · Casper Haanappel (NED) · 21–14, 22–20            | Thomas Kunert (AUT) · Peter Eglseer (AUT)            |
| Vienna Major Wien, Österrike US$300 000 30 juli–5 augusti, 2018                | Anders Mol (NOR) · Christian Sørum (NOR) · 21–12, 21–17                 | Michał Bryl (POL) · Grzegorz Fijałek (POL)         | Cherif Younousse (QAT) · Ahmed Tijan (QAT) · 25–23, 17–21, 15–12         | Alexander Brouwer (NED) · Robert Meeuwsen (NED)      |
| Ljubljana Open Ljubljana, Slovenien US$10 000 3–5 augusti, 2018                | Valeriy Samoday (RUS) · Taras Myskiv (RUS) · 21–14, 21–17               | Nejc Zemljak (SLO) · Jan Pokeršnik (SLO)           | Florian Breer (SUI) · Yves Haussener (SUI) · 17–21, 21–13, 15–10         | Danijel Pokeršnik (SLO) · Tadej Bozenk (SLO)         |
| Moscow Open Moskva, Ryssland US$150 000 8–12 augusti, 2018                     | Jānis Šmēdiņš (LAT) · Aleksandrs Samoilovs (LAT) · 21–18, 21–13         | Alison Cerutti (BRA) · André Stein (BRA)           | Igor Velichko (RUS) · Oleg Stoyanovskiy (RUS) · 21–12, 21–10             | Vitor Felipe (BRA) · Evandro Oliveira (BRA)          |
| Vaduz Open Vaduz, Liechtenstein US$10 000 9–12 augusti, 2018                   | Taras Myskiv (RUS) · Valeriy Samoday (RUS) · 29–31, 21–17, 15–11        | Florian Breer (SUI) · Yves Haussener (SUI)         | Sergiy Popov (UKR) · Vladyslav Iemelianchyk (UKR) · 21–12, 21–16         | Mateusz Paszkowski (POL) · Mateusz Łysikowski (POL)  |
| FIVB World Tour Finals Hamburg, Tyskland US$400 000 15–18 augusti, 2018        | Anders Mol (NOR) · Christian Sørum (NOR) · 21–19, 21–17                 | Michał Bryl (POL) · Grzegorz Fijałek (POL)         | Piotr Kantor (POL) · Bartosz Łosiak (POL) · 19–21, 21–15, 15–13          | Julius Thole (GER) · Clemens Wickler (GER)           |

### Damer
| Turnering                                                                                              | Mästare                                                                        | Tvåa                                                     | Trea                                                                           | Fyra                                                         |
| --- | ------------------------------------------------------------------------------ | -------------------------------------------------------- | ------------------------------------------------------------------------------ | ------------------------------------------------------------ |
| Qinzhou Open Qinzhou, Kina US$75 000 11–15 oktober, 2017                                               | Mariafe Artacho (AUS) · Taliqua Clancy (AUS) · 21–11, 21–12                    | Kinga Kołosińska (POL) · Katarzyna Kociołek (POL)        | Brooke Sweat (USA) · Summer Ross (USA) · 21–18, 21–13                          | Wang Fan (CHN) · Xia Xinyi (CHN)                             |
| Aalsmeer Open Aalsmeer, Nederländerna US$10 000 25–29 oktober, 2017                                    | Joy Stubbe (NED) · Madelein Meppelink (NED) · 21–18, 21–18                     | Kim Behrens (GER) · Sandra Ittlinger (GER)               | Betsi Flint (USA) · Kelley Larsen (USA) · 25–23, 21–18                         | Miki Ishii (JPN) · Megumi Murakami (JPN)                     |
| Sydney Open Sydney, Australien US$50 000 23–26 november, 2017                                          | Mariafe Artacho (AUS) · Taliqua Clancy (AUS) · 21–17, 21–14                    | Wang Fan (CHN) · Xia Xinyi (CHN)                         | Katharina Schützenhöfer (AUT) · Lena Plesiutschnig (AUT) · 16–21, 24–22, 15–10 | Akiko Hasegawa (JPN) · Azusa Futami (JPN)                    |
| Dela Beach Open The Hague, Nederländerna US$150 000 3–7 januari, 2018                                  | Alexandra Klineman (USA) · April Ross (USA) · 21–12, 21–15                     | Maria Antonelli (BRA) · Carolina Solberg Salgado (BRA)   | Nina Betschart (SUI) · Tanja Hüberli (SUI) · 21–18, 21–10                      | Barbora Hermannová (CZE) · Markéta Sluková (CZE)             |
| Shepparton Open Shepparton, Australien US$10 000 1–4 februari, 2018                                    | Amanda Dowdy (USA) · Irene Pollock (USA) · 21–17, 18–21, 15–12                 | Jace Pardon (USA) · Caitlin Ledoux (USA)                 | Marta Menegatti (ITA) · Laura Giombini (ITA) · 23–21, 21–15                    | Shaunna Marie Polley (NZL) · Kelsie Wills (NZL)              |
| Fort Lauderdale Major Fort Lauderdale, USA US$300 000 27 februari–3 mars, 2018                         | Bárbara Seixas (BRA) · Fernanda Alves (BRA) · 21–16, 21–13                     | Taiana Lima (BRA) · Carolina Horta (BRA)                 | Brooke Sweat (USA) · Summer Ross (USA) · 21–17, 21–13                          | Isabel Schneider (GER) · Victoria Bieneck (GER)              |
| SMM Pak Bara Beach Satun Satun, Thailand US$10 000 8–11 april, 2018                                    | Caitlin Ledoux (USA) · Emily Stockman (USA) · 19–21, 21–16, 15–8               | Tatyana Mashkova (KAZ) · Irina Tsimbalova (KAZ)          | Rumpaipruet Numwong (THA) · Khanittha Hongpak (THA) · 21–19, 24–22             | Dhita Juliana (INA) · Putu Utami (INA)                       |
| Xiamen Open Xiamen, Kina US$150 000 18–22 april, 2018                                                  | Sarah Pavan (CAN) · Melissa Humana-Paredes (CAN) · 21–19, 21–14                | Kelly Claes (USA) · Brittany Hochevar (USA)              | Mariafe Artacho (AUS) · Taliqua Clancy (AUS) · 21–18, 21–17                    | Ágatha Bednarczuk (BRA) · Eduarda Lisboa (BRA)               |
| Langkawi Open Langkawi, Malaysia US$10 000 26–29 april, 2018                                           | Ksenia Dabizha (RUS) · Daria Mastikova (RUS) · 21–10, 29–27                    | Katja Stam (NED) · Julia Wouters (NED)                   | Phoebe Bell (AUS) · Jessyka Ngauamo (AUS) · 21–14, 21–17                       | Martina Bonnerová (CZE) · Tereza Pluhařová (CZE)             |
| Huntington Beach Open Huntington Beach, USA US$150 000 2–6 maj, 2018                                   | Bárbara Seixas (BRA) · Fernanda Alves (BRA) · 16–21, 21–15, 15–9               | Maria Antonelli (BRA) · Carolina Solberg Salgado (BRA)   | Chantal Laboureur (GER) · Julia Sude (GER) · 35–33, 21–16                      | Sarah Pavan (CAN) · Melissa Humana-Paredes (CAN)             |
| Mersin Open Mersin, Turkiet US$75 000 2–6 maj, 2018                                                    | Lena Plesiutschnig (AUT) · Katharina Schützenhöfer (AUT) · 18–21, 25–23, 15–12 | Sanne Keizer (NED) · Madelein Meppelink (NED)            | Andrea Štrbová (SVK) · Natália Dubovcová (SVK) · 23–21, 21–17                  | Josemari Alves (BRA) · Liliane Maestrini (BRA)               |
| Manila Open Manila, Filippinerna US$10 000 3–6 maj, 2018                                               | Ayumi Kusano (JPN) · Takemi Nishibori (JPN) · 21–14, 21–18                     | Paula Soria (ESP) · María Belén Carro (ESP)              | Érika Mongelós (PAR) · Michelle Valiente (PAR) · 21–17, 21–16                  | Shinako Tanaka (JPN) · Sakurako Fujii (JPN)                  |
| Anchor International Beach Volleyball Carnival Phnom Penh Phnom Penh, Kambodja US$50 000 4–6 maj, 2018 | Anna Behlen (GER) · Sarah Schneider (GER) · 17–21, 21–9, 15–8                  | Sayaka Mizoe (JPN) · Suzuka Hashimoto (JPN)              | Ksenia Dabizha (RUS) · Daria Mastikova (RUS) · 21–19, 21–8                     | Julia Tilley (AUS) · Alice Bain (AUS)                        |
| Tuan Chau HaLong Open Tuần Châu, Vietnam US$10 000 9–12 maj, 2018                                      | Sayaka Mizoe (JPN) · Suzuka Hashimoto (JPN) · 25–23, 18–21, 15–13              | Yui Nagata (JPN) · Minori Kumada (JPN)                   | Yukako Suzuki (JPN) · Kaho Sakaguchi (JPN) · 21–18, 17–21, 15–13               | Sofia Starikov (ISR) · Noy Chorin (ISR)                      |
| Lucerne Open Luzern, Schweiz US$75 000 9–13 maj, 2018                                                  | Mariafe Artacho (AUS) · Taliqua Clancy (AUS) · 21–12, 21–18                    | Wang Fan (CHN) · Xia Xinyi (CHN)                         | Emily Stockman (USA) · Kelley Larsen (USA) · 19–21, 21–17, 15–9                | Joy Stubbe (NED) · Marleen van Iersel (NED)                  |
| Bangkok Open Bangkok, Thailand US$10 000 10–13 maj, 2018                                               | Bree Scarbrough (USA) · Aurora Davis (USA) · 21–13, 17–21, 15–8                | Paula Soria (ESP) · María Belén Carro (ESP)              | Ayumi Kusano (JPN) · Takemi Nishibori (JPN) · 21–15, 21–13                     | Megan McNamara (CAN) · Nicole McNamara (CAN)                 |
| Itapema Open Itapema, Brasilien US$150 000 16–20 maj, 2018                                             | Ágatha Bednarczuk (BRA) · Eduarda Lisboa (BRA) · 21–19, 21–17                  | Joana Heidrich (SUI) · Anouk Vergé-Dépré (SUI)           | Heather Bansley (CAN) · Brandie Wilkerson (CAN) · 21–18, 18–21, 15–11          | Maria Antonelli (BRA) · Carolina Solberg Salgado (BRA)       |
| Aydin Open Aydın, Turkiet US$10 000 17–20 maj, 2018                                                    | Leila Martínez (CUB) · Mailen Deliz (CUB) · 21–18, 21–16                       | Ksenia Dabizha (RUS) · Daria Mastikova (RUS)             | Kristina Thurin (SWE) · Susanna Thurin (SWE) · 18–21, 26–24, 15–11             | Tadva Yoken (SWE) · Sigrid Simonsson (SWE)                   |
| Miguel Pereira Open Miguel Pereira, Brasilien US$10 000 24–27 maj, 2018                                | Adriana Maria Matei (ROU) · Beata Vaida (ROU) · 21–13, 21–19                   | Aline Lebioda (BRA) · Diana Silva (BRA)                  | Tainá Bigi (BRA) · Victoria Tosta (BRA) · 21–18, 21–19                         | Naiana Araújo (BRA) · Rachel Nunes (BRA)                     |
| Jinjiang Open Jinjiang, Kina US$50 000 31 maj–3 juni, 2018                                             | Sayaka Mizoe (JPN) · Suzuka Hashimoto (JPN) · 21–13, 19–21, 15–5               | Kou Nai-han (TWN) · Liu Pi-hsin (TWN)                    | Chiyo Suzuki (JPN) · Reika Murakami (JPN) · 21–12, 22–20                       | Bree Scarbrough (USA) · Aurora Davis (USA)                   |
| Alanya Open Alanya, Turkiet US$10 000 31 maj–3 juni, 2018                                              | Sarah Schneider (GER) · Viktoria Seeber (GER) · 18–21, 21–13, 15–13            | Aleyna Vence (TUR) · Buğra Eryıldız (TUR)                | Daria Rudykh (RUS) · Elizaveta Zayonchkovskaya (RUS) · 21–15, 13–21, 15–12     | Silvia Costantini (ITA) · Gaia Traballi (ITA)                |
| Silk Road Nantong Open Nantong, Kina US$50 000 7–10 juni, 2018                                         | Josemari Alves (BRA) · Liliane Maestrini (BRA) · 21–13, 19–21, 15–12           | Agata Zuccarelli (ITA) · Gaia Traballi (ITA)             | Jessyka Ngauamo (AUS) · Phoebe Bell (AUS) · 21–17, 21–18                       | Ayumi Kusano (JPN) · Takemi Nishibori (JPN)                  |
| Baden Open Baden, Österrike US$10 000 14–16 juni, 2018                                                 | Teresa Mersmann (GER) · Cinja Tillmann (GER) · 21–17, 21–16                    | Lena Plesiutschnig (AUT) · Katharina Schützenhöfer (AUT) | Emilie Olimstad (NOR) · Janne Pedersen (NOR) · 21–16, 21–16                    | Marta Ozoliņa (LAT) · Agnese Caica (LAT)                     |
| Silk Road Tangshan Open Nanjing, Kina US$50 000 14–17 juni, 2018                                       | Josemari Alves (BRA) · Liliane Maestrini (BRA) · 21–18, 21–23, 15–11           | Wang Fan (CHN) · Xia Xinyi (CHN)                         | Amanda Dowdy (USA) · Irene Pollock (USA) · 21–19, 16–21, 16–14                 | Lin Meimei (CHN) · Zhu Lingdi (CHN)                          |
| Manavgat Open Manavgat, Turkiet US$10 000 20–23 juni, 2018                                             | Satono Ishitsubo (JPN) · Asami Shiba (JPN) · 17–21, 21–13, 21–19               | Sarah Cools (BEL) · Lisa van den Vonder (BEL)            | Merve Nezir (TUR) · Aleyna Vence (TUR) · 9–21, 21–16, 15–12                    | Erika Habaguchi (JPN) · Yurika Sakaguchi (JPN)               |
| Ostrava Open Ostrava, Tjeckien US$150 000 20–24 juni, 2018                                             | Barbora Hermannová (CZE) · Markéta Sluková (CZE) · 17–21, 21–15, 15–13         | Heather Bansley (CAN) · Brandie Wilkerson (CAN)          | Karla Borger (GER) · Margareta Kozuch (GER) · 21–19, 21–18                     | Victoria Bieneck (GER) · Isabel Schneider (GER)              |
| Singapore Open presented by Neo Grupp Singapore US$50 000 21–24 juni, 2018                             | Chiyo Suzuki (JPN) · Reika Murakami (JPN) · 23–21, 21–15                       | Ayumi Kusano (JPN) · Takemi Nishibori (JPN)              | Anna Behlen (GER) · Sarah Schneider (GER) · 27–25, 13–21, 15–11                | Tadva Yoken (SWE) · Sigrid Simonsson (SWE)                   |
| Polen Open Warszawa, Polen US$150 000 27 juni–1 juli, 2018                                             | Heather Bansley (CAN) · Brandie Wilkerson (CAN) · 21–17, 21–17                 | Chantal Laboureur (GER) · Julia Sude (GER)               | Ágatha Bednarczuk (BRA) · Eduarda Lisboa (BRA) · 21–17, 21–18                  | Brittany Hochevar (USA) · Kelly Claes (USA)                  |
| Espinho Open Espinho, Portugal US$150 000 4–7 juli, 2018                                               | Mariafe Artacho (AUS) · Taliqua Clancy (AUS) · 23–21, 21–17                    | Maria Antonelli (BRA) · Carolina Solberg Salgado (BRA)   | Sara Hughes (USA) · Summer Ross (USA) · 17–21, 21–13, 15–11                    | Kinga Kołosińska (POL) · Katarzyna Kociołek (POL)            |
| Anapa Open Anapa, Ryssland US$10 000 5–8 juli, 2018                                                    | Nadezda Makroguzova (RUS) · Svetlana Kholomina (RUS) · 21–13, 21–15            | Daria Mastikova (RUS) · Anastasia Petrunina (RUS)        | Ekaterina Birlova (RUS) · Evgenia Ukolova (RUS) · 21–19, 21–17                 | Ksenia Dabizha (RUS) · Yulia Abalakina (RUS)                 |
| Porec Open Poreč, Croatia US$10 000 5–8 juli, 2018                                                     | Emily Sonny (USA) · Torrey Van Winden (USA) · 21–17, 21–17                     | Inna Makhno (UKR) · Iryna Makhno (UKR)                   | Merve Nezir (TUR) · Aleyna Vence (TUR) · 22–20, 21–23, 15–13                   | Konstantina Tsopoulou (GRE) · Dimitra Manavi (GRE)           |
| Gstaad Major Gstaad, Schweiz US$300 000 10–15 juli, 2018                                               | Melissa Humana-Paredes (CAN) · Sarah Pavan (CAN) · 21–17, 12–21, 17–15         | Chantal Laboureur (GER) · Julia Sude (GER)               | Heather Bansley (CAN) · Brandie Wilkerson (CAN) · 21–19, 21–13                 | Ágatha Bednarczuk (BRA) · Eduarda Lisboa (BRA)               |
| Daegu Open Daegu, Sydkorea US$10 000 12–15 juli, 2018                                                  | Phoebe Bell (AUS) · Jessyka Ngauamo (AUS) · 21–14, 21–15                       | Anja Dörfler (AUT) · Stephanie Wiesmeyr (AUT)            | Kou Nai-han (TWN) · Liu Pi-hsin (TWN) · 21–8, 21–14                            | Noy Chorin (ISR) · Anita Deev (ISR)                          |
| Haiyang Open Haiyang, Kina US$75 000 18–22 juli, 2018                                                  | Betsi Flint (USA) · Emily Day (USA) · 21–16, 21–18                             | Sarah Schneider (GER) · Cinja Tillmann (GER)             | Caitlin Ledoux (USA) · Sarah Sponcil (USA) · 21–18, 21–13                      | Emily Stockman (USA) · Kelley Larsen (USA)                   |
| Ulsan Jinha Open Ulsan, Sydkorea US$10 000 19–22 juli, 2018                                            | Kou Nai-han (TWN) · Liu Pi-hsin (TWN) · 21–12, 21–19                           | Yukako Suzuki (JPN) · Kaho Sakaguchi (JPN)               | Shinako Tanaka (JPN) · Sakurako Fujii (JPN) · 15–21, 21–19, 15–12              | Miyuki Matsumura (JPN) · Samaa Miyagawa (JPN)                |
| 3Star in Tokyo Tokyo, Japan US$75 000 25–29 juli, 2018                                                 | Teresa Mersmann (GER) · Cinja Tillmann (GER) · 22–20, 21–17                    | Taru Lahti (FIN) · Anniina Parkkinen (FIN)               | Megumi Murakami (JPN) · Miki Ishii (JPN) · 21–18, 21–17                        | Ingrid Lunde (NOR) · Oda Ulveseth (NOR)                      |
| Agadir Open Agadir, Marocko US$50 000 26–29 juli, 2018                                                 | Marta Menegatti (ITA) · Viktoria Orsi Toth (ITA) · 19–21, 21–19, 15–12         | Martina Bonnerová (CZE) · Šárka Nakládalová (CZE)        | Alise Lece (LAT) · Ilze Liepiņlauska (LAT) · 21–17, 21–14                      | Alice Gradini (ITA) · Claudia Scampoli (ITA)                 |
| Samsun Open Samsun, Turkiet US$10 000 26–29 juli, 2018                                                 | Carolina Ferraris (ITA) · Frankrikesca Michieletto (ITA) · 21–19, 19–21, 15–11 | Eva Freiberger (AUT) · Valerie Teufl (AUT)               | Camilla Nilsson (SWE) · Sofia Ögren (SWE) · 15–21, 21–12, 15–10                | Nicole Dostálová (CZE) · Anna Komárková (CZE)                |
| Vienna Major Wien, Österrike US$300 000 31 juli–4 augusti, 2018                                        | Barbora Hermannová (CZE) · Markéta Sluková (CZE) · 10–21, 21–16, 15–12         | Bárbara Seixas (BRA) · Fernanda Alves (BRA)              | Sanne Keizer (NED) · Madelein Meppelink (NED) · 21–19, 21–18                   | Maria Antonelli (BRA) · Carolina Solberg Salgado (BRA)       |
| Ljubljana Open Ljubljana, Slovenien US$10 000 3–5 augusti, 2018                                        | Esmée Böbner (SUI) · Zoé Vergé-Dépré (SUI) · 21–16, 21–17                      | Inna Makhno (UKR) · Iryna Makhno (UKR)                   | Jelena Pešič (SLO) · Ana Skarlovnik (SLO) · 21–13, 21–19                       | Agata Ceynowa (POL) · Martyna Kłoda (POL)                    |
| Vaduz Open Vaduz, Liechtenstein US$10 000 8–11 augusti, 2018                                           | Alexandra Wheeler (USA) · Lara Dykstra (USA) · 21–13, 21–17                    | Agata Ceynowa (POL) · Martyna Kłoda (POL)                | Dimitra Manavi (GRE) · Konstantina Tsopoulou (GRE) · 21–14, 10–21, 15–13       | Esmée Böbner (SUI) · Zoé Vergé-Dépré (SUI)                   |
| Moscow Open Moskva, Ryssland US$150 000 8–12 augusti, 2018                                             | Summer Ross (USA) · Sara Hughes (USA) · 21–19, 12–21, 15–12                    | Ágatha Bednarczuk (BRA) · Eduarda Lisboa (BRA)           | Nina Betschart (SUI) · Tanja Hüberli (SUI) · 21–19, 21–12                      | Chantal Laboureur (GER) · Julia Sude (GER)                   |
| FIVB World Tour Finals Hamburg, Tyskland US$400 000 14–19 augusti, 2018                                | Ágatha Bednarczuk (BRA) · Eduarda Lisboa (BRA) · 21–15, 21–19                  | Barbora Hermannová (CZE) · Markéta Sluková (CZE)         | Mariafe Artacho (AUS) · Taliqua Clancy (AUS) · 21–15, 19–21, 15–8              | Maria Elisa Antonelli (BRA) · Carolina Solberg Salgado (BRA) |

## Medaljliga efter land
| Nr                   | Nation               | Guld | Silver | Brons | Totalt |
| -------------------- | -------------------- | ---- | ------ | ----- | ------ |
| 1                    | USA (USA)            | 12   | 3      | 9     | 24     |
| 2                    | Brasilien (BRA)      | 9    | 13     | 4     | 26     |
| 3                    | Ryssland (RUS)       | 9    | 6      | 6     | 21     |
| 4                    | Tyskland (GER)       | 6    | 5      | 5     | 16     |
| 5                    | Japan (JPN)          | 6    | 4      | 6     | 16     |
| 6                    | Australien (AUS)     | 5    | 1      | 5     | 11     |
| 7                    | Österrike (AUT)      | 4    | 7      | 1     | 12     |
| 8                    | Nederländerna (NED)  | 4    | 3      | 5     | 12     |
| 9                    | Kanada (CAN)         | 4    | 1      | 2     | 7      |
| 10                   | Tjeckien (CZE)       | 3    | 5      | 1     | 9      |
| 11                   | Italien (ITA)        | 3    | 2      | 3     | 8      |
| 12                   | Lettland (LAT)       | 3    | 1      | 4     | 8      |
| 13                   | Norge (NOR)          | 3    | 1      | 2     | 6      |
| 14                   | Polen (POL)          | 2    | 6      | 2     | 10     |
| 15                   | Kina (CHN)           | 2    | 4      | 3     | 9      |
| 16                   | Spanien (ESP)        | 1    | 3      | 2     | 6      |
| 17                   | Schweiz (SUI)        | 1    | 2      | 5     | 8      |
| 18                   | Ukraina (UKR)        | 1    | 2      | 2     | 5      |
| 19                   | Serbien (SRB)        | 1    | 2      | 0     | 3      |
| 20                   | Slovenien (SLO)      | 1    | 1      | 1     | 3      |
| 20                   | Taiwan (TWN)         | 1    | 1      | 1     | 3      |
| 22                   | Kuba (CUB)           | 1    | 0      | 2     | 3      |
| 22                   | Thailand (THA)       | 1    | 0      | 2     | 3      |
| 24                   | Chile (CHI)          | 1    | 0      | 0     | 1      |
| 24                   | Rumänien (ROU)       | 1    | 0      | 0     | 1      |
| 26                   | Turkiet (TUR)        | 0    | 2      | 3     | 5      |
| 27                   | Iran (IRI)           | 0    | 2      | 1     | 3      |
| 28                   | Frankrike (FRA)      | 0    | 1      | 1     | 2      |
| 28                   | Indonesien (INA)     | 0    | 1      | 1     | 2      |
| 30                   | Belgien (BEL)        | 0    | 1      | 0     | 1      |
| 30                   | Danmark (DEN)        | 0    | 1      | 0     | 1      |
| 30                   | Estland (EST)        | 0    | 1      | 0     | 1      |
| 30                   | Finland (FIN)        | 0    | 1      | 0     | 1      |
| 30                   | Kazakstan (KAZ)      | 0    | 1      | 0     | 1      |
| 30                   | Mexiko (MEX)         | 0    | 1      | 0     | 1      |
| 36                   | Qatar (QAT)          | 0    | 0      | 2     | 2      |
| 36                   | Sverige (SWE)        | 0    | 0      | 2     | 2      |
| 38                   | Argentina (ARG)      | 0    | 0      | 1     | 1      |
| 38                   | Grekland (GRE)       | 0    | 0      | 1     | 1      |
| 38                   | Paraguay (PAR)       | 0    | 0      | 1     | 1      |
| 38                   | Slovakien (SVK)      | 0    | 0      | 1     | 1      |
| Totalt (41 nationer) | Totalt (41 nationer) | 85   | 85     | 87    | 257    |